# بئاتریس کورتنی

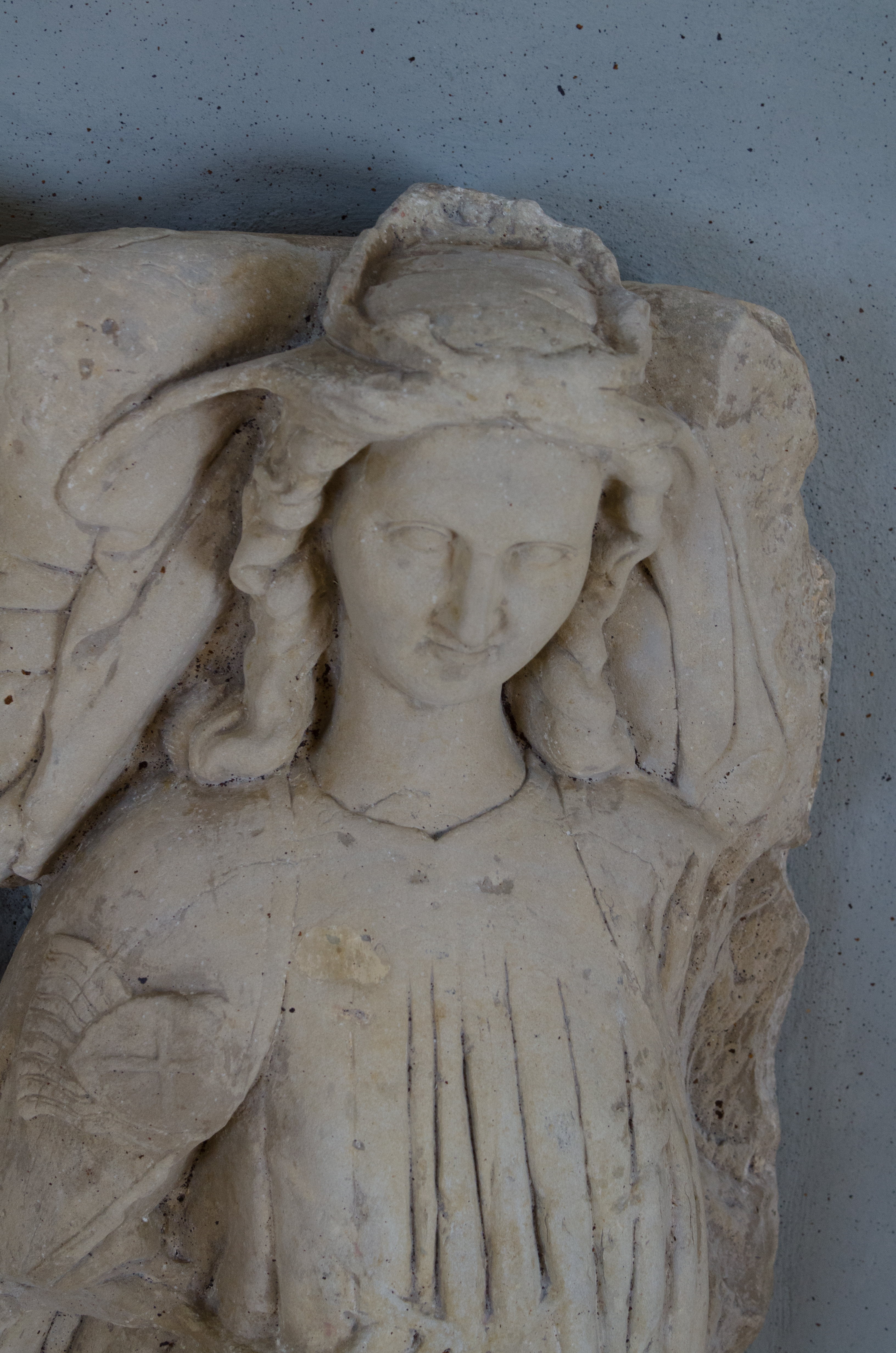
نقش برجسته بئاتریس کورتنی

بئاتریس کورتنی (فرانسوی: Beatrix de Courtenay‎)، کنتس افتخاری ادسا و کنتس هم‌نشین هنبرگ و همسر اتو فون بوتنلاوبن بود. وی بزرگترین فرزند ژوسلین سوم کوتنی و آگنس مایلی بود که قلعه تورون و نوف را به شوالیه‌های تتونیک فروخت. در سال ۱۲۲۰، بئاتریس و همسرش اراضی خود را در جلیل از جمله یک‌سوم تیول سنت‌ جورج و یک‌سوم روستای بقیعه را به شوالیه‌های تتونیک فروختند.